# Liga Portuguesa de Basquetebol de 2022–23
A Liga Portuguesa de Basquetebol de 2022–23, também conhecida por Liga Betclic por razões de patrocínio, foi a 90.ª edição da maior competição de clubes portugueses de basquetebol masculino. Foi também a 15.ª temporada desde que foi renomeada para Liga Portuguesa de Basquetebol (LPB).
A equipa do Benfica conquistou a vigésima nona conquista.

## Participantes
| Equipa                 | Localização         | Pavilhão                                             |
| ---------------------- | ------------------- | ---------------------------------------------------- |
| CAB Madeira            | Funchal             | Pavilhão do CAB                                      |
| CD Póvoa               | Póvoa de Varzim     | Pavilhão Fernando Linhares de Castro                 |
| Esgueira Aveiro Oli    | Esgueira            | Pavilhão CEP                                         |
| FC Porto               | Porto               | Dragão Arena                                         |
| Imortal Luzigás        | Albufeira           | Pavilhão Municipal de Albufeira                      |
| Lusitânia Expert       | Angra do Heroísmo   | Pavilhão Municipal de Desportos de Angra do Heroísmo |
| Ovarense               | Ovar                | Arena Dolce Vita                                     |
| Sangalhos DC Boomerang | Sangalhos           | Complexo Desportivo de Sangalhos                     |
| SL Benfica             | Lisboa              | Pavilhão da Luz Nº 1                                 |
| Sporting CP            | Lisboa              | Pavilhão João Rocha                                  |
| UD Oliveirense         | Oliveira de Azeméis | Pavilhão Doutor Salvador Machado                     |
| Vitória SC             | Guimarães           | Pavilhão Unidade Vimaranense                         |

## Formato competitivo
Na fase regular, as doze equipas classificadas por direito desportivo jogam em duas voltas, como visitante e em casa, as seis melhores equipas desta fase jogam a segunda fase entre si em duas voltas para apurar as colocações que determinarão os confrontos dos playoffs. As outras seis equipas disputam duas outras vagas aos playoffs, sendo que as duas piores classificadas são relegadas à Proliga da temporada seguinte.
Na fase de playoffs as duas equipas classificadas pelo Grupo B são consideradas 7.ª e 8.ª colocadas para fim de confrontos. As séries eliminatórias são em melhor de 5.

## Fase regular

### Resultados
| Casa\Visitante         | CAB    | CDP   | ESG   | FCP   | IMO   | LUS    | OVA   | SAN    | SLB     | SPO    | OLI    | VIT    |
| ---------------------- | ------ | ----- | ----- | ----- | ----- | ------ | ----- | ------ | ------- | ------ | ------ | ------ |
| CAB Madeira            |        | 88-91 | 90-93 | 80-98 | 64-85 | 101-86 | 77-80 | 81-66  | 78-107  | 84-93  | 77-80  | 79-101 |
| CD Póvoa               | 78-70  |       | 63-52 | 66-75 | 67-60 | 70-63  | 65-60 | 80-46  | 60-59   | 79-94  | 71-61  | 76-86  |
| Esgueira Aveiro Oli    | 86-87  | 83-78 |       | 83-87 | 93-78 | 84-92  | 70-87 | 74-61  | 61-93   | 78-92  | 77-73  | 88-77  |
| FC Porto               | 88-62  | 99-69 | 94-73 |       | 89-69 | 93-64  | 91-63 | 91-76  | 105-112 | 91-89  | 91-63  | 96-83  |
| Imortal Luzigás        | 76-83  | 84-80 | 74-55 | 58-82 |       | 84-66  | 65-66 | 80-61  | 94-112  | 72-103 | 90-93  | 82-76  |
| Lusitânia Expert       | 85-81  | 73-67 | 84-88 | 82-78 | 62-57 |        | 88-81 | 86-79  | 77-87   | 96-99  | 83-68  | 90-86  |
| Ovarense               | 85-93  | 88-70 | 94-84 | 71-67 | 71-68 | 84-81  |       | 108-60 | 75-96   | 72-94  | 85-83  | 97-88  |
| Sangalhos DC Boomerang | 82-81  | 88-94 | 79-87 | 71-78 | 67-78 | 83-87  | 65-83 |        | 65-99   | 83-95  | 62-83  | 82-89  |
| SL Benfica             | 83-71  | 63-55 | 95-82 | 86-87 | 98-65 | 111-85 | 97-72 | 103-67 |         | 90-93  | 83-71  | 100-80 |
| Sporting CP            | 72-68  | 86-73 | 89-42 | 80-74 | 91-96 | 90-83  | 95-71 | 98-64  | 78-89   |        | 99-74  | 114-83 |
| UD Oliveirense         | 73-65  | 74-70 | 80-71 | 71-83 | 78-77 | 96-78  | 69-52 | 75-54  | 69-73   | 79-86  |        | 82-77  |
| Vitória SC             | 101-75 | 79-76 | 96-95 | 83-85 | 87-92 | 82-89  | 97-76 | 107-78 | 79-106  | 95-90  | 86-104 |        |

### Classificação Fase Regular
| Pos. | Clube                  | J  | V  | D  | PM   | PS   | Dif  | Pts | Classificação |
| ---- | ---------------------- | -- | -- | -- | ---- | ---- | ---- | --- | ------------- |
| 1    | SL Benfica             | 22 | 19 | 3  | 2042 | 1669 | 373  | 41  | Grupo A       |
| 2    | Sporting CP            | 22 | 18 | 4  | 2020 | 1736 | 284  | 40  | Grupo A       |
| 3    | FC Porto               | 22 | 18 | 4  | 1922 | 1654 | 268  | 40  | Grupo A       |
| 4    | UD Oliveirense         | 22 | 12 | 10 | 1699 | 1690 | 9    | 34  | Grupo A       |
| 5    | Ovarense               | 22 | 12 | 10 | 1721 | 1763 | -42  | 34  | Grupo A       |
| 6    | Lusitânia Expert       | 22 | 11 | 11 | 1780 | 1849 | -69  | 33  | Grupo A       |
| 7    | CD Póvoa ESC Online    | 22 | 10 | 12 | 1586 | 1615 | -29  | 32  | Grupo B       |
| 8    | Imortal Luzigás        | 22 | 9  | 13 | 1684 | 1744 | -60  | 31  | Grupo B       |
| 9    | Vitória SC             | 22 | 9  | 13 | 1918 | 1952 | -34  | 31  | Grupo B       |
| 10   | Esgueira Aveiro Oli    | 22 | 8  | 14 | 1683 | 1831 | -148 | 30  | Grupo B       |
| 11   | CAB Madeira            | 22 | 5  | 17 | 1735 | 1889 | -154 | 27  | Grupo B       |
| 12   | Sangalhos DC Boomerang | 22 | 1  | 21 | 1539 | 1937 | -398 | 23  | Grupo B       |

## Segunda fase

### Grupo A
| Pos | Equipa           | J  | V  | D  | Pts | P+ / P-   | SP   |     | C/V     | FCP    | LUS    | SLB   | SPO   | OLI   | OVA |
| --- | ---------------- | -- | -- | -- | --- | --------- | ---- | --- | ------- | ------ | ------ | ----- | ----- | ----- | --- |
| 1   | SL Benfica       | 32 | 26 | 6  | 58  | 2981/2449 | 532  | FCP |         | 94-72  | 92-89  | 72-71 | 84-85 | 96-74 |     |
| 2   | FC Porto         | 32 | 25 | 7  | 57  | 2827/2516 | 311  | LUS | 97-92   |        | 75-91  | 56-89 | 71-72 | 66-72 |     |
| 3   | Sporting CP      | 32 | 25 | 7  | 57  | 2906/2510 | 396  | SLB | 99-75   | 107-74 |        | 99-86 | 98-81 | 91-75 |     |
| 4   | UD Oliveirense   | 32 | 18 | 14 | 50  | 2456/2491 | -35  | SPO | 106-110 | 98-59  | 86-82  |       | 94-70 | 91-77 |     |
| 5   | Ovarense         | 32 | 14 | 18 | 46  | 2448/2606 | -158 | OLI | 83-95   | 73-69  | 70-68  | 79-87 |       | 71-63 |     |
| 6   | Lusitânia Expert | 32 | 12 | 20 | 44  | 2486/2709 | -223 | OVA | 86-95   | 72-67  | 66-115 | 70-78 | 72-73 |       |     |

### Grupo B
| Pos | Equipa                 | J  | V  | D  | Pts | P+ / P-   | SP   |     | C/V    | CAB   | CDP    | ESG   | IMO   | SAN    | VIT |
| --- | ---------------------- | -- | -- | -- | --- | --------- | ---- | --- | ------ | ----- | ------ | ----- | ----- | ------ | --- |
| 1   | Vitória SC             | 32 | 16 | 16 | 48  | 2847/2871 | -24  | CAB |        | 72-74 | 66-58  | 93-89 | 99-60 | 104-90 |     |
| 2   | CD Póvoa ESC Online    | 32 | 16 | 16 | 48  | 2395/2369 | 26   | CDP | 74-78  |       | 75-60  | 81-73 | 80-46 | 97-84  |     |
| 3   | Esgueira Aveiro Oli    | 32 | 14 | 18 | 46  | 2488/2646 | -158 | ESG | 87-76  | 83-78 |        | 87-82 | 80-75 | 98-88  |     |
| 4   | Imortal Luzigás        | 32 | 13 | 19 | 45  | 2518/2556 | -38  | IMO | 84-71  | 87-91 | 93-70  |       | 76-67 | 84-91  |     |
| 5   | CAB Madeira            | 32 | 11 | 21 | 43  | 2549/2680 | -131 | SAN | 69-73  | 75-67 | 81-83  | 70-77 |       | 81-86  |     |
| 6   | Sangalhos DC Boomerang | 32 | 2  | 30 | 34  | 2256/2754 | -498 | VIT | 106-82 | 96-92 | 101-99 | 91-89 | 96-93 |        |     |

#### Equipas relegadas ao término da época
- CAB Madeira[4]
- Sangalhos DC Boomerang[5]

## Playoffs

### Quartos de final
| Equipa 1       | Série | Equipa 2            | 1.º jogo | 2.º jogo  | 3.º jogo |
| -------------- | ----- | ------------------- | -------- | --------- | -------- |
| SL Benfica     | 2 - 0 | CD Póvoa ESC Online | 97 - 46  | 93 - 72   | n.e.     |
| UD Oliveirense | 1 - 2 | Ovarense            | 75 - 70  | 74 - 82   | 57 - 58  |
| FC Porto       | 2 - 0 | Vitória SC          | 119 - 82 | 112 - 101 | n.e.     |
| Sporting CP    | 2 - 0 | Lusitânia Expert    | 99 - 65  | 93 - 73   | n.e.     |

n.e.: não efetuado devido a uma das equipas já ter ganho 2 jogos

### Semifinal
| Equipa 1   | Série | Equipa 2    | 1.º jogo | 2.º jogo | 3.º jogo | 4.º jogo | 5.º jogo |
| ---------- | ----- | ----------- | -------- | -------- | -------- | -------- | -------- |
| SL Benfica | 3 - 0 | Ovarense    | 88 - 59  | 91 - 79  | 115 - 44 | n.e.     | n.e.     |
| FC Porto   | 0 - 3 | Sporting CP | 80 - 88  | 91 - 93  | 94 - 66  | n.e.     | n.e.     |

n.e.: não efetuado devido a uma das equipas já ter ganho 3 jogos

### Final
| Equipa 1   | Série | Equipa 2    | 1.º jogo | 2.º jogo | 3.º jogo | 4.º jogo | 5.º jogo |
| ---------- | ----- | ----------- | -------- | -------- | -------- | -------- | -------- |
| SL Benfica | 3 - 1 | Sporting CP | 85 - 84  | 87 - 93  | 101 - 57 | 101 - 85 | n.e.     |

n.e.: não efetuado devido a uma das equipas já ter ganho 3 jogos

## Premiação
| Liga "Betclic" 2022-23 Campeões |
| ------------------------------- |
| SL Benfica 29º Título           |

## Clubes de Portugal em competições internacionais
| Clube    | Competição        | Resultado                                                                         |
| -------- | ----------------- | --------------------------------------------------------------------------------- |
| Benfica  | Liga dos Campeões | Eliminado - nos Play-ins para o Darüşşafaka Lassa por 2-0 (76-89, 83-72)          |
| Sporting | Copa Europeia     | Eliminado - na Fase Regular como 3º colocado no Gr. G com 3 vitórias e 3 derrotas |
| FC Porto | Copa Europeia     | Eliminado - nos Playoffs de quartas de finais para o Karhu por 2-0 (80-81,65-75)  |